# Убрус
Убрус (на гръцки μανδύλιον) или „Образ неръкотворен“ (на гръцки Αχειροποίητος – неръкотворен) е иконографско изображение на Христос, при което се представя единствено главата (лицето) на Божия Син върху кърпа. Изображението е известно в Западна Европа като (Mandylion, от гръцкото μανδύη – плащаница), а в Русия като „Спас Нерукотворный“.

## Произход

### Източно предание
Според преданието първият убрус е създаден не само по времето, когато Исус Христос все още не е бил разпънат на кръст, но и от самия него. Църковният историк Евсевий Кесарийски (IV в.), пише, че той прави това за да изпълни молбата на владетеля на малоазийския град Едеса (днес Шанлъурфа, Турция) цар Абгар да получи негово изображение, което царят смята да използва за да се излекува от проказа. При Исус е изпратен придворният художник Ананий, с цел да му донесе изображение на Иисус Христос, за чиито чудотворни лечебни сили е слушал много, но въпреки че Ананий открива проповядващия Иисус и се опитва да го нарисува, не успява. Според Евсевий Кесарийски, той „не могъл да осмисли образа Божи“. Все пак художникът получава искания портрет. След края на проповедта Христос измива лицето си, подсушава го с ленена кърпа (убрус) и я подава на Ананий – върху нея е отпечатан ликът му – „Образ неръкотворен“. Това изображение се сочи като първа икона, създадена по свръхестествен път. Занася го на Абгар, който наистина успява да се излекува, като го целува.
По-късна легенда разказва, че и последващата съдба на реликвата отначало е свързана с Едеса. Според нея, неръкотворната икона е залепена на дъска и поставена над градската порта на Едеса. През 545 г. персийският шах Хосрой обсажда града. Едеският епископ получил откровение, че ако се извади наяве Божият образ (по това време Убрусът бил замазан и забравен), градът ще бъде спасен. Свалянето на мазилката, освен платното с изображение на лицето на Иисус (Убрус) е открит и негативният отпечатък от него в глинената замазка – Керамидион (Керамида). Хосрой е победен и двете изображения се превръщат в най-голяма ценност за града.
В „Хроника“ на Михаил Сирийски се разказва, че през 6 век аристократът Атанасий поръчва на художник да прерисува Убруса. Полученото копие отговаря, според летописа, е съвършено на оригинала.
През 944 г. византийските императори Константин VII Багрянородни и Роман I Лакапин обсаждат Едеса, тогава владяна от арабите и предлагат Убрусът да им бъде предаден срещу откуп. Тържествено пренесен в столицата на Византия, той се съхранява в църквата „Света София“. След падането на Константинопол в ръцете на кръстоносците в 1204 г., оригиналното изображение изчезва.

### Западноевропейска легенда
Тя възниква в периода 13 – 15 век, най-вероятно сред францисканските монаси. Според нея, по пътя към Голгота Иисус бил придружаван от набожната девойка Вероника, която му подава ленена кърпа, с която той попива потта и кръвта от лицето си. Вярва се, че полученият отпечатък наричан „Кърпата на Вероника“, се съхранява в катедралата „Свети Петър“ в Рим. Съществува предположение, че името Вероника произлиза от изкривен латински – vera icon (истински образ), въпреки че възможно да произлиза от по-старото име Береника (например съзвездието Косите на Вероника е кръстено на египетска царица с това име).

### Торинската плащаница
Според една хипотеза Убрусът от Едеса и Торинската плащаница, представляваща (според преданията) отпечатък на тялото на Христос върху покривалото (саванът), с което бил покрит в гроба, са една и съща реликва.

## Убрусът в източноправославната иконопис

### Византия
Легендата за „Образа неръкотворен“ изиграва ролята на аргумент в защита на иконите през Иконоборческия период, когато този род изображения са подложени на гонение във Византия. След победата на иконопочитанието, Убрусът се превръща в едно от най-важните изображения в иконописта. От богословска гледна точка Убрусът е разглеждан като доказателство за въплъщението на второто лице на триединния Бог в човешки образ – Иисус Христос. Придават му се особени чудодейни сили. Изобразяван е по бойните знамена на източноправославните армии.
Най-ранните запазени изображения на Убрус представят само главата на Христос на чист фон. Често липсва дори нимб. Впоследствие се появяват гънки, подсказващи ленената кърпа, която понякога е украсена и с геометрични мотиви. Често първата самостоятелна творба на млад иконописец, служеща като изпит при признаването му за майстор, е „Убрус“.
В Държавния музей на изкуството, Грузия се съхранява енкаустична икона от 7 век, наречена „Анчисхатският Спас“. Това бюстово изображение е сочено понякога за оригиналната икона от Едеса. В иконите след 15 век горните краища на кърпата понякога са държани от два ангела.

### България
С висока художествена стойност се отличава „Убрусът“, изобразен от Боянският майстор в прочутата църква през 1259 г. Тук е представен и „Керамидионът“.
Изображение от този тип е съхранено и в стенописите на църквата „Свети Йоан“ в Земенския манастир, датиращи от 14 век. Добре известна по света е българската икона „Христос Убрус“ от 13 век в катедралата на град Лаон, Франция. Надписът на български гласи: „Образъ Господень на Убрусе.“
Въпреки че християнски персонажи са често срещани в монетосеченето на източноправославните владетели, няма практика Убрусът да се поставя на монетите. Изключение от правилото е уникалната старобългарска монета, принадлежаща на цар Константин Асен.
Традицията на изобразяването на Убруса продължава и през Възраждането. Пример в това отношение е иконата „Св. Убрус“, дело на зограф от Тревненската художествена школа, 19 век.

### Русия
Характерна за руската иконопис разновидност е така нареченото изображение „Спас-Мокра брада“. Представя Божия Син с прилепнала от водата брада, с остър връх. Популярна в Русия е иконата „Спас Неръкотворни“ от Новгородската църква „Св. Образ“, от втората половина на 12 век. Понастоящем тя се съхранява в Третяковската галерия.

## Убрусът в западноевропейското изкуство
Поради културни и религиозни особености, изображението тук придобива по-различен характер. Лицето на Христос се представя обемно, пластично моделирано. Кърпата също е реалистично нарисувана. За разлика от иконописта, често в изображението се включва тръненият венец. Появява се нов иконографски тип – света Вероника, държаща кърпата с образа на Христос. Светицата обикновено е представена като девойка в средновековни одежди, на фона на пейзаж.

## Галерия
- „Христос Убрус“, Боянска църква, 1259 г.
- „Образ неръкотворен“ на Сергей Ушаков, Русия 1658 г.
- „Мандилион“
- „Волто Санто“ („Светия Лик“) от Монтопело, Италия
- „Мандилион“ от Ватикана